# Fannia ampla
Fannia ampla är en tvåvingeart som beskrevs av Nishida 1994. Fannia ampla ingår i släktet Fannia och familjen takdansflugor.
Artens utbredningsområde är Nepal. Inga underarter finns listade i Catalogue of Life.